# 卢鸿
盧鴻（？—8世纪），《宣和畫譜》載其字顥然，《旧唐书》作名鴻一，字浩然，唐朝画家，活躍於公元七世紀至八世紀。原幽州范陽（今河北涿州市）人，遷居至洛陽，後隱居於嵩山。

## 生平
唐玄宗开元初，屢受朝廷徵召，一直不肯出仕。开元五年（717年），多次受玄宗邀請難卻，於是至東都洛陽見玄宗，玄宗贊其人品，授其諫議大夫一職，仍不就。玄宗乃賜其隱居服、築一草堂，令他帶官歸山。曾聚徒至五百人，所居室号宁极，又画其隐居处的山林景色，并作十体书题诗其上。

## 艺术特色
盧鴻博學，精通篆、楷、隸等多種書法，且善繪畫，多描繪山水等自然景色。他最有名的是描繪其清閒自得的隱居生活的《盧鴻草堂十志圖》，現存國立故宮博物院。

## 延伸阅读
[在维基数据编辑]
 《舊唐書/卷192》，出自刘昫《舊唐書》